# Vlasotince
Vlasotince en serbio cirílico Власотинце, es una ciudad y municipio de Serbia en el distrito de Jablanica. En 2002, la ciudad tenía 16 212 habitantes y el municipio del cual ella es el centro 33 312.

## Geografía
Vlasotince está situado a orillas del río Vlasina.

## Historia
En el siglo XV, Vlasotince era un centro administrativo turco. Después de que los otomanos abandonaran Serbia, los habitantes de la región comenzaron a cultivar la vid. Ellos crearon así la primera región vinícola de la antigua Yugoslavia y, sobre todo, el mayor centro exportador de vino en los Balcanes.

## Localidades de la municipalidad de Vlasotince
| - Aleksine - Batulovce - Boljare - Borin Dol - Brezovica - Vlasotince - Gložane - Gornja Lomnica - Gornja Lopušnja - Gornji Dejan - Gornji Orah - Gornji Prisjan | - Gradište - Gunjetina - Dadince - Dobroviš - Donja Lomnica - Donja Lopušnja - Donje Gare - Donji Dejan - Donji Prisjan - Zlatićevo - Javorje - Jakovljevo | - Jastrebac - Kozilo - Komarica - Konopnica - Kruševica - Kukavica - Ladovica - Lipovica - Orašje - Ostrc - Pržojne - Prilepac | - Ravna Gora - Ravni Del - Samarnica - Svođe - Skrapež - Sredor - Stajkovce - Stranjevo - Tegošnica - Crna Bara - Crnatovo - Šišava |

## Demografía

### Ciudad

#### Evolución histórica de la población en la ciudad
En 2008, la población estimada de Vlasotince era de 17 032 habitantes.

## Cultura

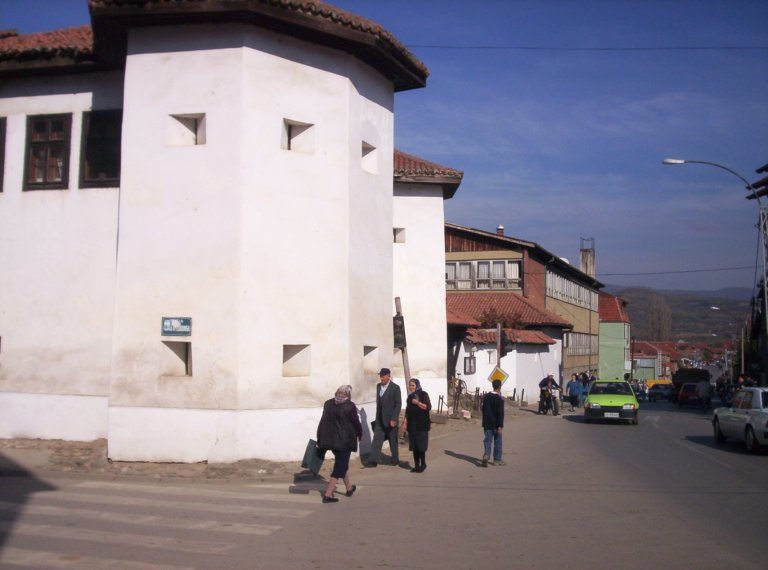
El Museo de Vlasotince.

Vlasotince posee un centro cultural creado en 1972 y que organiza conciertos y exposiciones. Muy cerca se encuentra el Museo Regional Zavičajni muzej, instalado en una torre de otomano que data de la segunda mitad del siglo XVIII ; presenta colecciones históricas.
Cada año a finales de agosto o principios de septiembre, el municipio tiene una gran celebración de la vid y del vino, llamada Vinski bal.

## Deporte
Vlasotince alberga un club de fútbol, el Vlasina FK.

## Medias
Vlasotince tiene una emisora de radio-TV: RTV Vlasotince, y varias emisoras de radio: Radio Gaga

## Economía

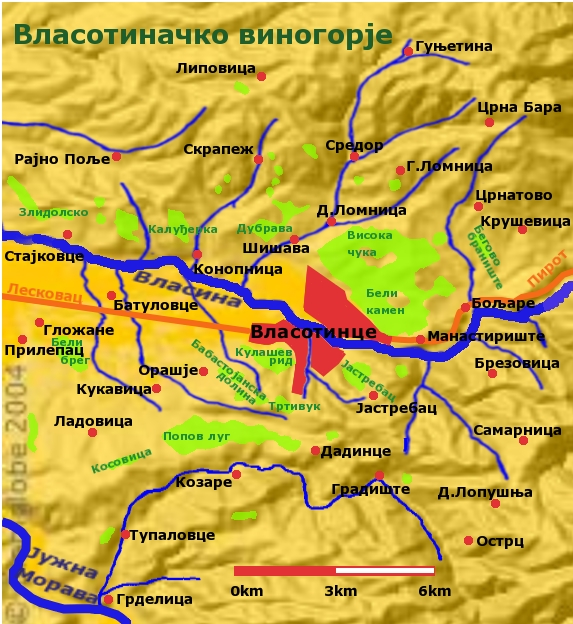
Los viñedos de la región Vlasotince (en verde).

El municipio de Vlasotince es famosa por la calidad de sus vinos.

## Personalidades
- Mladjan Dinkic: Ministro de Economía y Finanzas del Gobierno de Serbia.
- Prvoslav Davinic; bivši odbrane Ministar SCG, također.
- Predrag Filipović campeón.
- Radomir Katic, profesor de historia, escritor, fundador del Liceo de Vlatosince.
- Milorad Dimanić.
- Siniša JANIC, profesor y político.
- Aleksandar Kocic.
- Mihajlo Mihajlovic.
- Bogoljub Mitic, actor y comediante.
- Petar Špirić.
- Gavrilo D. Stojanovic, autor.
- Hristifor Crnilović, pintor y etnógrafo.
- Predrag Smiljković, actor y comediante.

## Imagen de la ciudad

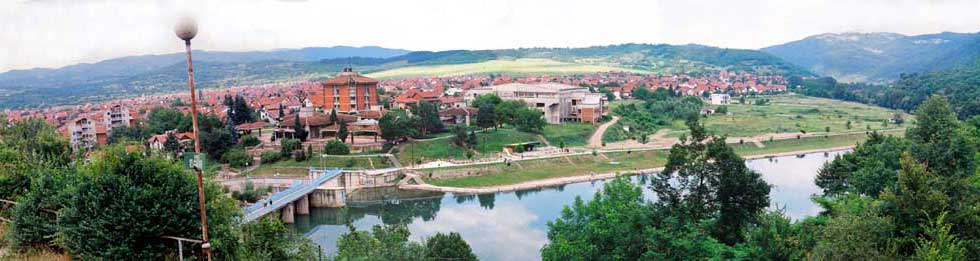
Vista general de Vlasotince, en las orillas del río Vlasina.